# Monoclona orientalis
Monoclona orientalis är en tvåvingeart som beskrevs av Zaitzev 1983. Monoclona orientalis ingår i släktet Monoclona och familjen svampmyggor. Inga underarter finns listade i Catalogue of Life.